# Kőrösi Csoma Sándor Önképzőkör
A Kőrösi Csoma Sándor Önképzőkör a sepsiszentgyörgyi Székely Mikó Kollégium, majd utódiskolái irodalmi-művészeti profilú köre. 1891-ben alakult, 1904-ben vette fel a Kőrösi Csoma Sándor nevet. Népköltészeti gyűjtőmunkája eredményét olyan kötetek jelzik, mint Konsza Samu Háromszéki magyar népköltészet (1957) és Albert Ernő Háromszéki népballadák (1973) c. műve.

## A Kör vezetői, tagjai
A kör tanár-vezetői közt található Csutak Vilmos, Szász Béla, Dániel Viktor, Konsza Samu, Debreczy Sándor, Sombori Sándor, Izsák József, Albert Ernő, Berde Zoltán. A tagok közül számos író nőtt ki (Makkai Sándor, Darkó Jenő, Baróti Dezső, Faragó József, Beke György, Domokos Géza, Veress Dániel, Egyed Ákos, Fábián Ernő, Gazda József, Forró László, Gúzs Imre, Czegő Zoltán, Bogdán László), számos színművész (Szakács Andor, Bihari József, Hosszú Zoltán, Raksányi Gellért, Sinka Károly, Barkó György, Mihály Pál) és előadóművész (Koréh Endre, Benedek Kálmán, Vargha Piroska).

## Kiállító művészek
Képzőművészeti kiállításain jelentkezett először Gyárfás Jenő, Varga Nándor Lajos, Kásás Ernő, Kosztándi Jenő, Szilágyi Béla, Deák Ferenc, Jakobovits Miklós, Hervai Zoltán, Jecza Péter, Molnár Zoltán, Bencsik János, Bardocz Barna.